# Bigi (Kwajalein)
Bigi (auch: Bigiren-tō, Bikren Island) ist ein Inselchen des Kwajalein-Atolls in der Ralik-Kette im ozeanischen Staat der Marshallinseln (RMI).

## Geographie
Das Motu liegt im nördlichen Riffsaums des Atolls zwischen Biggarenn und Boggerik. Bigi ist nach Westen mindestens 3 km vom nächstgelegenen Motu entfernt und nach Osten ca. 7 km. Die Insel selbst ist kaum 200 lang.

## Klima
Das Klima ist tropisch heiß, wird jedoch von ständig wehenden Winden gemäßigt. Ebenso wie die anderen Orte der Kwajalein-Gruppe wird Bigi gelegentlich von Zyklonen heimgesucht.